# Castel Winkl
Castel Winkl (Schloss Winkl in tedesco) si trova nel comune austriaco di Oberalm nel Distretto di Hallein appartenente al Salisburghese e la sua costruzione risale al XVI secolo.

## Storia

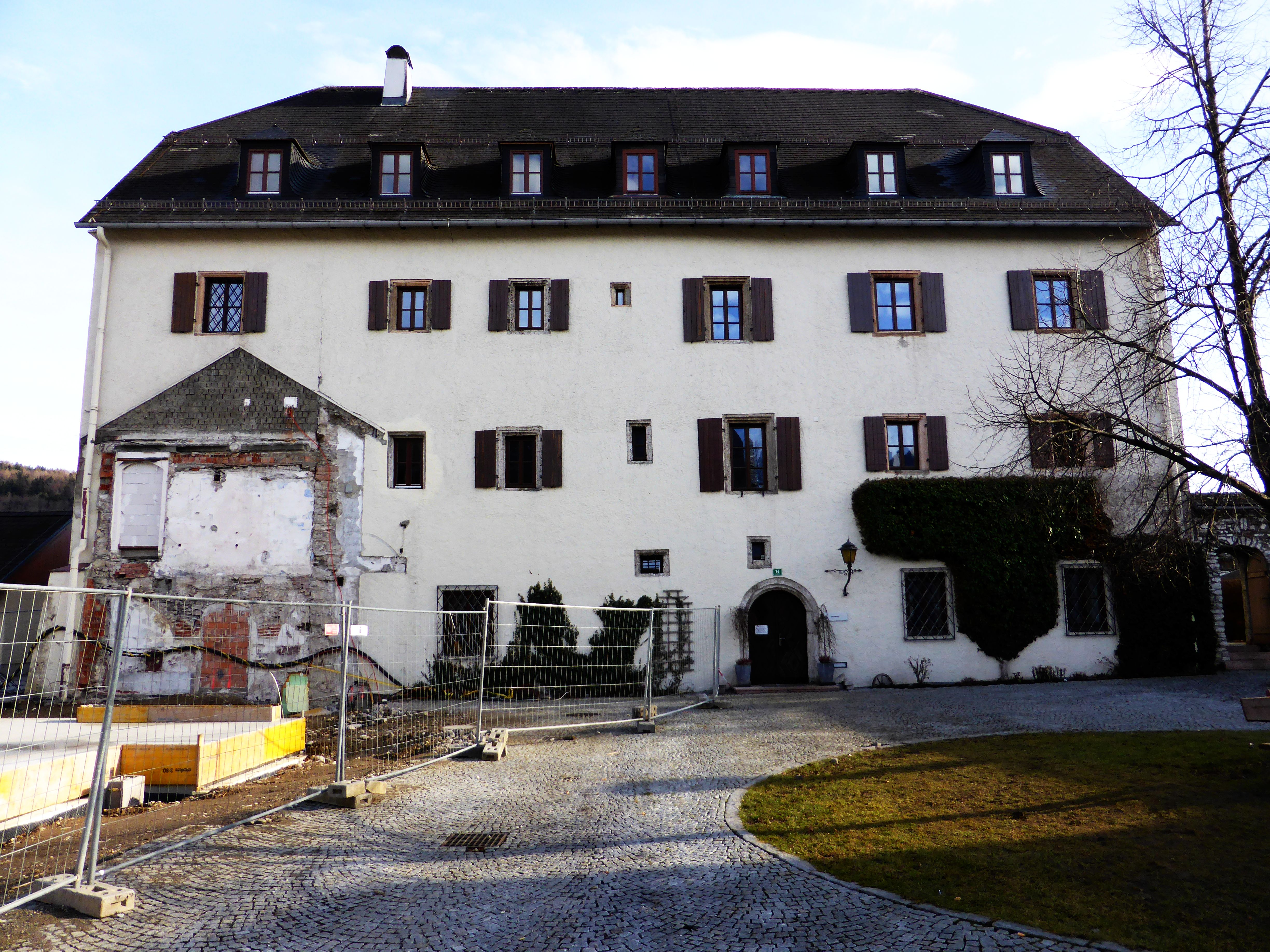
Castel Winkl visto dal cortile durante i lavori che vi sono stati realizzati nel 2014

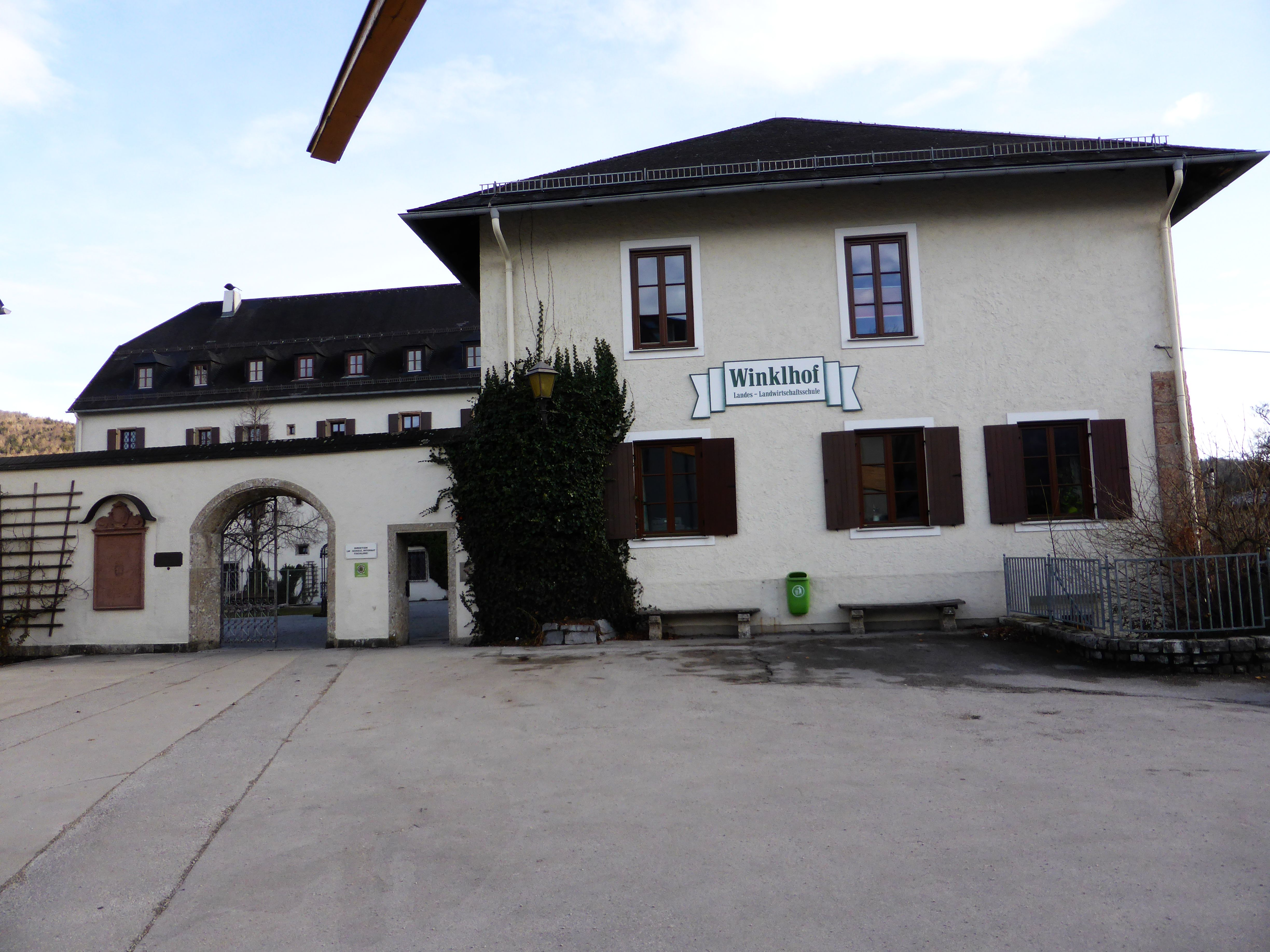
Winklhof

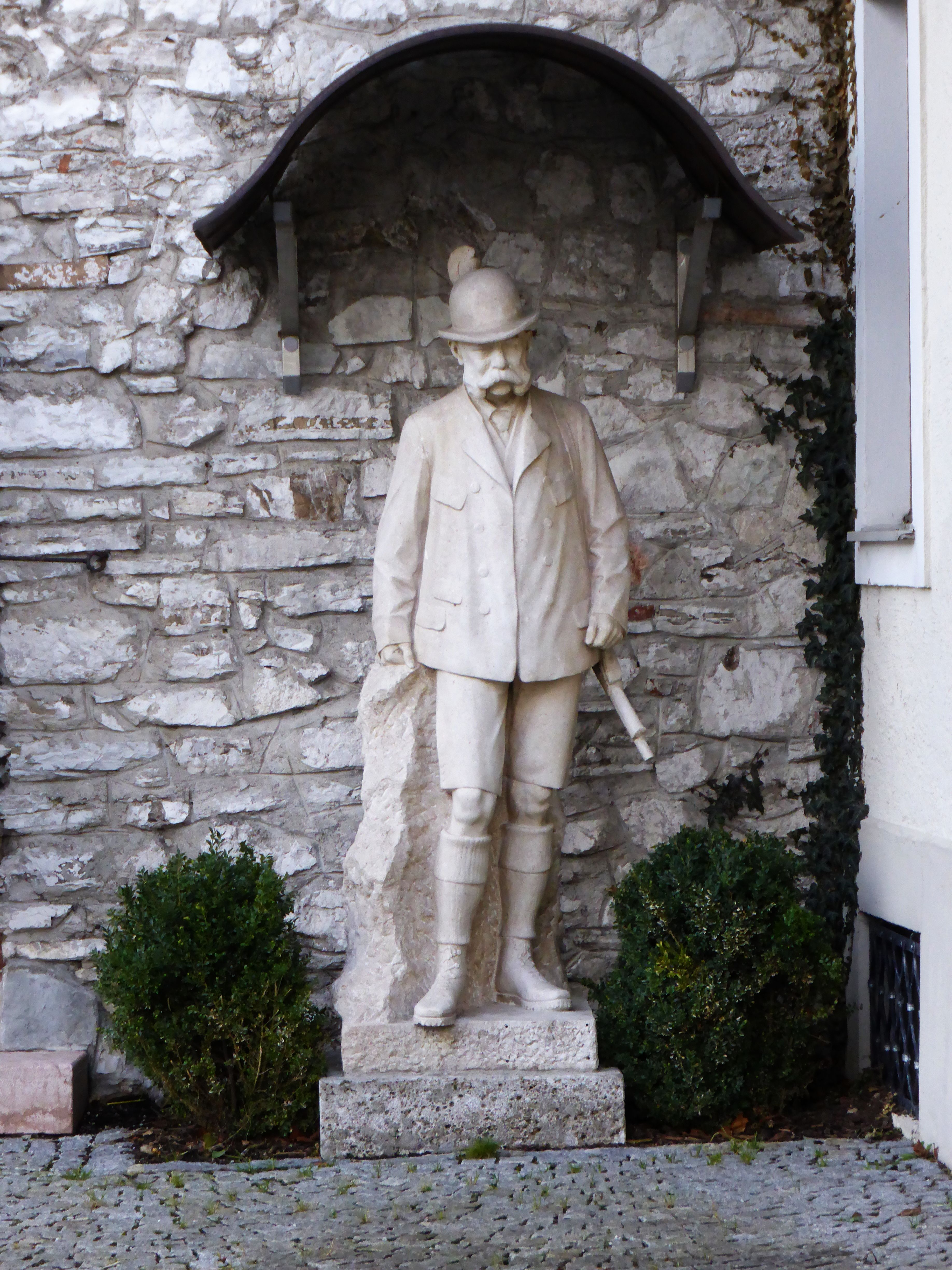
Particolare del cortile

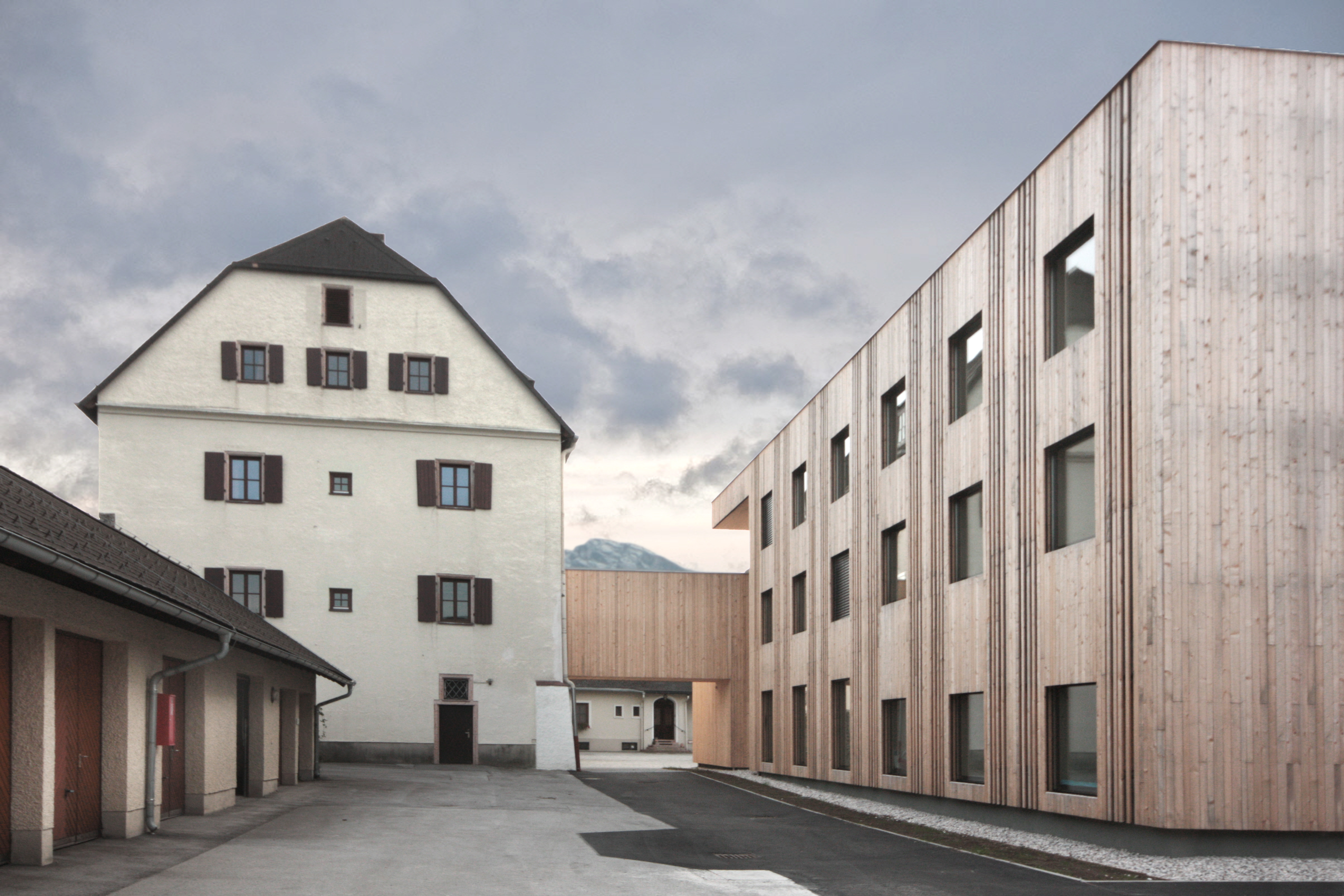
Antico castello e nuove strutture scolastiche

Il castello venne edificato attorno al 1500. I primi signori del castello dei quali rimane documentazione scritta furono i Wispecken che conservano la loro cappella di famiglia nella chiesa parrocchiale di Oberalm. Qui si trovano le loro lapidi risalenti al 1399, al 1405 e al 1481. Furono su posizioni opposte nei confronti dell'arcivescovo di Salisburgo Federico di Walchen ma riuscirono a ricoprire alte cariche a Salisburgo e succedettero ai Tanner nella carica di ciambellano ereditario alla fine del XIV secolo. Georg Wispeck fu al servizio di Ruperto del Palatinato come capitano di campo nella guerra di successione di Landshut. Seguirono vari passaggi di proprietà del maniero e tra i signori vi fu anche Dückher von Hasslau e Urstein. Dal 1845 appartenne a borghesi locali eproprietari terrieri sino a quando fu acquisito dal Fondo di Stato di Salisburgo nel 1908 e da quel momento iniziarono le principali modifiche strutturali e ristrutturazioni continuate poi nel 1958 e nel 1973. Fino alla sua chiusura avvenuta nel 1995 il caseificio Winklhof, legato al castello, trasformava il latte di 98 allevatori di Puch, Oberalm e Krispl, producendo principalmente formaggio Emmental.

## Descrizione
Il castello si trova in Winklhofstraße nel comune austriaco di Oberalm nel Distretto di Hallein appartenente al Salisburghese a nord-ovest della chiesa parrocchiale della città. Conserva l'aspetto da residenza tardogotica e si presenta come un maestoso edificio rettangolare con un ripido tetto a due falde. Il suo esterno è stato spesso modificato, soprattutto nel XX secolo. Le pareti in pietra di cava sono intonacate e tinteggiate di bianco. Il portale d'ingresso con arco a tutto sesto incorniciato si trova sul lato del cortile. Il seminterrato, il piano terra e parti del primo piano hanno copertura a volta. Alcune delle finestre rettangolari dei due piani superiori hanno cornici in marmo rosso. Sotto l'angolo sud-ovest si trova l'antica cantina gotica, alla quale scende una scala dal portico. La sua volta è sostenuta da una colonna in pietra a otto lati autoportante con due mensole per l'appoggio di lampade. Si pensa che un tempo fosse presente un passaggio segreto utilizzabile come via di fuga sotterranea che dal seminterrato arrivava alla chiesa parrocchiale. Dal pianterreno una grande scala in marmo rosso conduce al primo piano. Alcune stanze sono dotate di soffitti con travi a vista mentre altre hanno semplici soffitti in stucco barocco. Il soffitto a cassettoni che si trova al secondo piano riconduce al periodo rinascimentale e nello stesso locale si conserva anche un camino del XVI secolo in una cornice rettangolare in marmo rosso Adnet. Il sottotetto è suddiviso in due piani ed è abitabile. Sul lato nord del cortile si trova un edificio basso ad un piano che originariamente fungeva da alloggio per la servitù e per le stalle. L'appartamento del direttore e un nuovo edificio scolastico sono stati edificati dove un tempo c'era il muro originale sul lato est. Nell'angolo sud-ovest del cortile un cancello ad arco immette nel giardino. Sopra la porta si conserva il doppio stemma Dückler-Spindler che in origine si trovava nel castello ed è stato trasferito qui durante l'ultima ristrutturazione. La fontana nel cortile con la sua parte superiore in ferro battuto è stata eretta nel 1975. Appartiene al Land Salisburghese e nei nuovi locali si trova la scuola agraria statale con la sua casa dello studente.

### Bene architettonico tutelato
Castel Winkl in Austria è un bene sottoposto a tutela artistica col numero 4955.